# Chanson de la croisade albigeoise

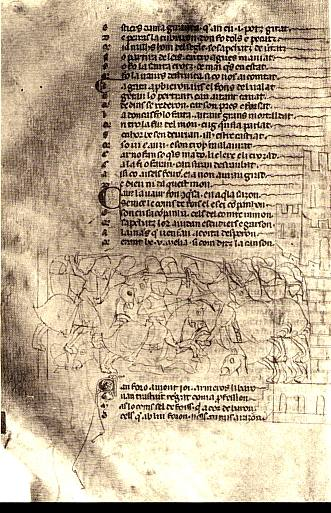

La Chanson de la croisade albigeoise (aucun titre ne précède le poème dans le manuscrit original qui utilise le seul mot de cansos-canso) est un poème manuscrit de 9578 vers, écrit en langue d'oc entre 1208 et 1219 par deux auteurs différents et racontant les événements survenus dans le Languedoc depuis l'invasion du comté de Toulouse et de l'Albigeois par les croisés jusqu’à la mort de Simon de Montfort.
Il ne faut pas se laisser abuser par le terme « canso » : il ne s'agit pas ici du poème lyrique caractérisé par son thème de la fin'amor et par sa structure en couplets souvent en octosyllabes et sa taille limitée, il ne s'agit pas non plus d'une chanson de croisade qui constitue un canso particulier par le thème de la croisade qui le définit. La Chanson de la croisade albigeoise se présente pour sa part comme une longue chronique d'un conflit militaire de plusieurs milliers d'alexandrins qui relève du genre épique de la chanson de geste.

## Les auteurs
Guillaume de Tudèle (Guilhèm de Tudèla en occitan) est l'auteur des premiers 2 772 vers (130 lais). C’est un clerc venu de Tudèle en Navarre et établi à Montauban. Homme d’Église, sa relation est plutôt favorable aux croisés. Cependant, il condamne les massacres accomplis par ceux-ci comme le massacre de Béziers ou celui de Lavaur. Aux alentours de l'an 1212, quand les croisés se rapprochent de Montauban, Guillaume rejoint Bruniquel, qui se trouve sous la seigneurie du frère cadet de Raymond VI de Toulouse, Baudoin, qui est lui-même passé du côté des croisés. Son récit s'arrête brutalement en juillet 1213.

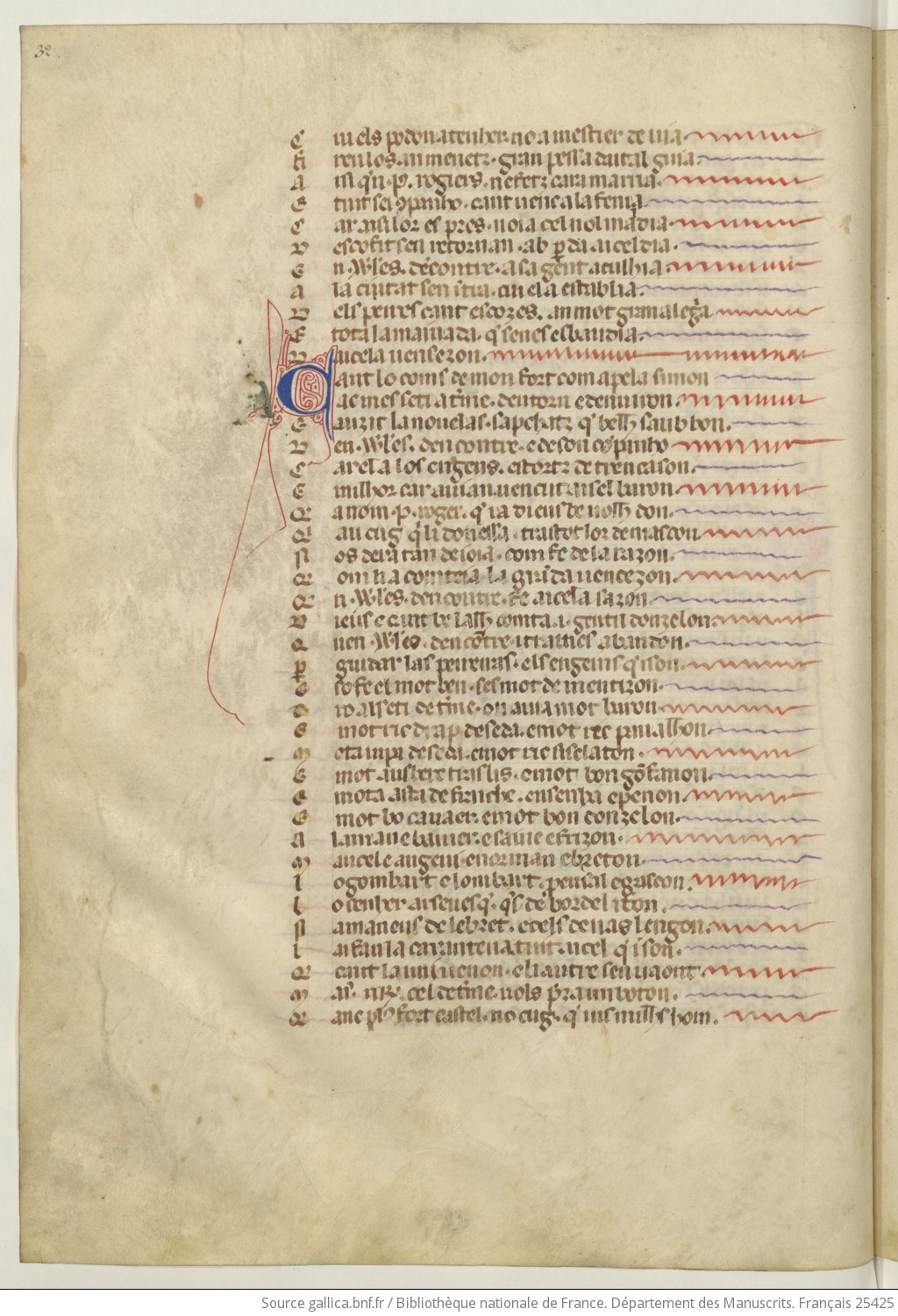
Guillaume de Tudèle, Chanson de la croisade albigeoise, folio 32. Amanieu V d'Albret est cité au cinquième vers à partir du bas.

L'Anonyme est l'auteur de la seconde partie de la Chanson, c’est-à-dire à peu près 6 800 vers. Cet auteur inconnu a fait une œuvre d'une qualité poétique certaine et toujours d'une grande pureté de langue. Bien que catholique, il se montre de temps en temps très anticlérical. Il est engagé contre la croisade et défend constamment les idées de valeur et d’honneur (paratge) qui sont celles de la société occitane médiévale. Il raconte avec talent les épisodes entre 1213 et 1219 : la bataille de Muret, le concile de Latran, le siège et la prise de Beaucaire, la révolte de Toulouse et la bataille de Baziège.

## Histoire du manuscrit
- En 1337 le manuscrit faisait partie des biens d'un chaufournier.
- Il aurait ensuite appartenu à Mazarin.
- Il a été acheté par Pierre Paul Bombarde de Beaulieu, conseiller de Louis XV.
- On le trouve après dans la bibliothèque du duc de la Vallière.
- En 1780, il est acheté pour la bibliothèque du Roi.
- Il passe dans la bibliothèque nationale française.
- Il est publié en 1837 par Claude Fauriel, professeur à la Sorbonne.
- Une version remaniée, en prose et en occitan, avait été écrite au XVe siècle.